# Kings Bromley
Kings Bromley, ook King's Bromley, is een civil parish in het bestuurlijke gebied Lichfield, in het Engelse graafschap Staffordshire met 1163 inwoners.